# Janis Bubenko senior
Ej att förväxla med dennes son, datavetaren Janis A. Bubenko junior (1935–2022).
Janis Arvids Bubenko senior, född 1 oktober 1911 i Valmiera, Lettland, död 24 februari 2002 i Åkersberga, var en lettisk-svensk elektroingenjör och forskare.
Bubenko blev diplomingenjör 1936 och invandrade till Sverige 1945 tillsammans med sin familj. Han blev senare professor i elkraftsystem vid Kungliga Tekniska högskolan (KTH).
Bubenko promoverades 1987 till teknologie hedersdoktor vid KTH, och blev 1991 hedersdoktor vid Rigas tekniska universitet.